# Sabueso francés blanco y naranja
El Chien Français Blanc et Orange (FCI No.316) es una raza poco frecuente de perro de caza de tipo sabueso originario de Francia.
La raza, muy poco común y utilizada para la caza en jaurías, desciende del antiguo perro de Saintonge (véase Gascon Saintongeois), raza de sabueso de gran tamaño.